# Lech Szyszko
Lech Julian Szyszko (ur. 29 marca 1934 w Wilnie, zm. 9 czerwca 2005 w Warszawie) – polski ekonomista, nauczyciel akademicki, profesor zwyczajny.

## Życiorys
Od 1936 wraz z rodzicami mieszkał w Koninie, skąd w grudniu 1939 został wysiedlony przez Niemców do Tarnowa. Tam ukończył szkołę powszechną oraz Gimnazjum i Liceum Ogólnokształcące im. A. Mickiewicza. W 1951 rozpoczął studia na Wydziale Planowania Finansowego w Szkole Głównej Planowania i Statystyki, które ukończył w 1956, uzyskując tytuł magistra ekonomii. W 1963 obronił pracę doktorską. Kolejne etapy rozwoju naukowego to uzyskanie stopnia doktora habilitowanego w 1987, a następnie tytułu profesora nauk ekonomicznych w 1990.
Od początku pracy naukowej głównym przedmiotem zainteresowań były problemy teorii i praktyki funkcjonowania mechanizmu finansowego w gospodarce narodowej. Od początku okresu transformacji w polskiej gospodarce głównym nurtem jego rozważań naukowych były finansowe narzędzia sterowania procesami gospodarczymi, ocena i postulaty w sprawie prowadzonej w Polsce polityki fiskalnej i monetarnej, tworzenia i rozwoju rynku finansowego, głównie rynku papierów wartościowych.
Profesor Szyszko był bardzo lubianym nauczycielem. Miał wiele osiągnięć w zakresie dydaktyki i kształtowania młodej kadry naukowej.
Podczas pracy na uczelni pełnił różne funkcje, m.in. był kierownikiem Studiów Podyplomowych, przez dwie kadencje był prodziekanem Wydziału Finansów i Statystyki SGPiS. Od 1994 do 2004 był kierownikiem Katedry Finansów Przedsiębiorstwa. Cechą charakterystyczną jego pracy zawodowej była dbałość o rodzinną atmosferę wśród kadry.
Przez kilka lat pracował jako ekspert w Centralnym Urzędzie Planowania. W latach 1956–1961 pracował w Departamencie Planowania Narodowego Banku Polskiego, a następnie w centrali PKO jako doradca naczelnego dyrektora oraz w centrali Banku Gospodarki Żywnościowej jako doradca prezesa. Od września 1977 do maja 1978 pełnił funkcję attaché finansowego w polskiej ambasadzie w Hawanie. W czasie pobytu na Kubie prowadził wykłady dla kadry kierowniczej administracji finansowej personelu dydaktycznego uniwersytetów w Hawanie i Oriente.
Dnia 30 listopada 2004 w Szkole Głównej Handlowej odbyła się konferencja honorująca jubileusz 50-lecia pracy naukowo-dydaktycznej prof. Lecha Szyszko i prof. Jana Szczepańskiego, zorganizowana przez współpracowników z Katedry Finansów Przedsiębiorstwa SGH.

## Wybrane publikacje

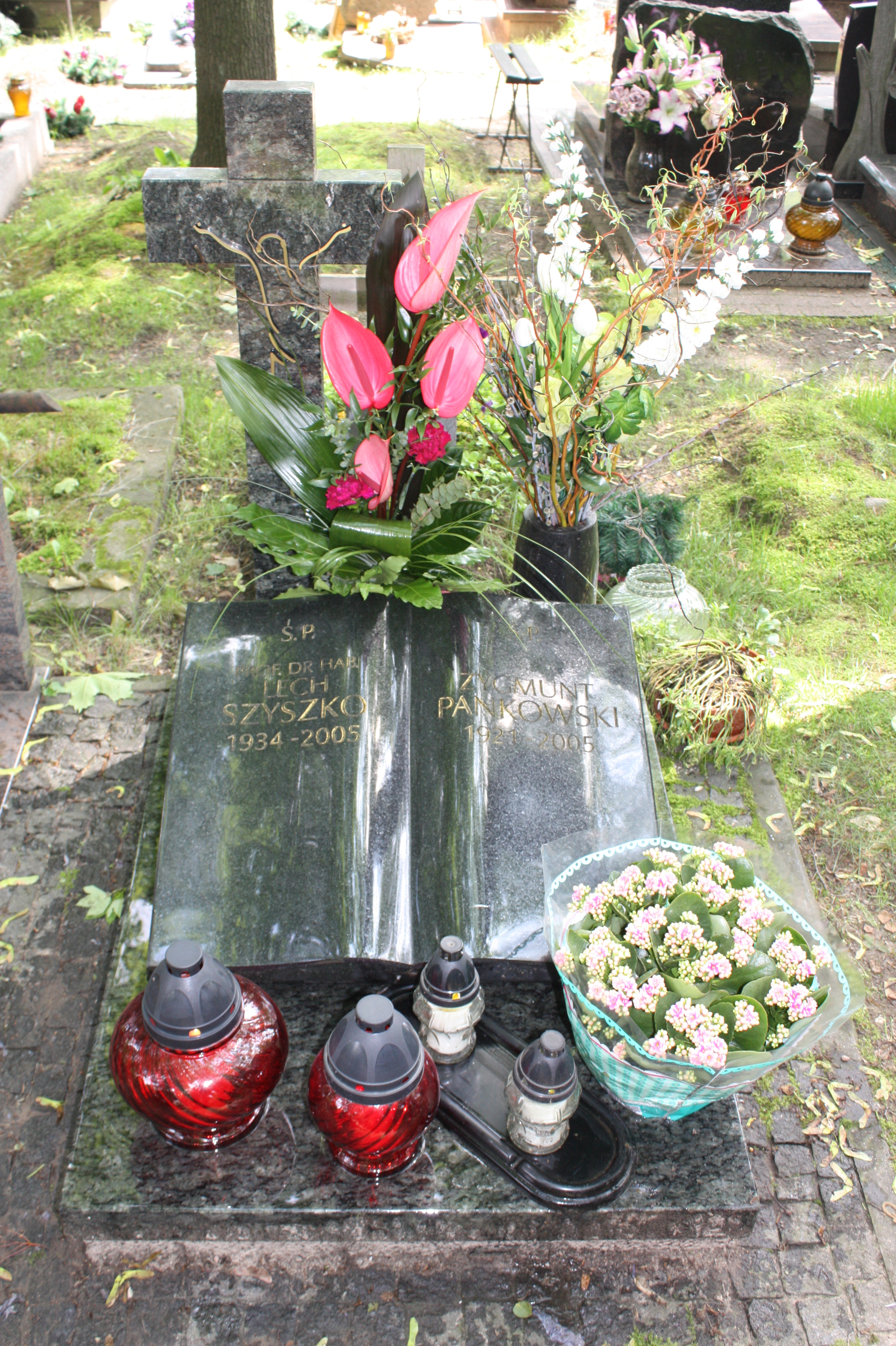
Cmentarz Wojskowy na Powązkach – grób Lecha Szyszko

- Lech Szyszko: Oddziaływanie banku na gospodarkę przedsiębiorstwa. Warszawa: Instytut Finansów, 1966. Brak numerów stron w książce
- Jan Szczepański, Lech Szyszko: Finanse przedsiębiorstw handlowych. Warszawa: SGPiS, 1971. Brak numerów stron w książce
- Lech Szyszko: Mała Encyklopedia Ekonomiczna, 3 hasła. Warszawa: PWE, 1974. Brak numerów stron w książce
- Jan Szczepański, Lech Szyszko: Finanse budownictwa. Warszawa: PWE, 1977. Brak numerów stron w książce
- Jan Szczepański, Lech Szyszko: System finansowy handlu wewnętrznego. Warszawa: PWE, 1981. Brak numerów stron w książce
- Lech Szyszko: Encyklopedia finansów, 6 haseł. Warszawa: PWE, 1983. Brak numerów stron w książce
- Jan Szczepański, Lech Szyszko: Elementy teorii i polityki finansów przedsiębiorstwa. Warszawa: „Monografie i Opracowania” nr 236, IFGN, SGPiS (rozprawa habilitacyjna), 1987. Brak numerów stron w książce
- Lech Szyszko: Algunas problemas del analisis economico. Habana: Uniwersidad de la Habana, 1987. Brak numerów stron w książce
- Lech Szyszko: Finansowe narzędzia sterowania procesami inwestycyjnymi. Warszawa: PWN, 1990. Brak numerów stron w książce
- Jan Szczepański, Lech Szyszko: Propozycje zmian w polityce podaży pieniądza. Warszawa: IFGN, SGPiS, 1993. Brak numerów stron w książce
- Jan Szczepański, Lech Szyszko: Podstawy finansów przedsiębiorstwa. Warszawa: Wyższa Szkoła Zarządzania i Marketingu, 1995. ISBN 83-86228-21-0. Brak numerów stron w książce
- Jan Szczepański, Lech Szyszko: Propedeutyka finansów przedsiębiorstwa. Warszawa: WSEI, 1999. Brak numerów stron w książce
- Finanse przedsiębiorstwa. Lech Szyszko (red.). Warszawa: PWE, 2000. ISBN 83-208-1283-6. Brak numerów stron w książce
- Finanse przedsiębiorstwa. Lech Szyszko (red.). Warszawa: PWE, wydanie II zmienione i rozszerzone, 2003. Brak numerów stron w książce
- Propedeutyka finansów. Lech Szyszko (red.). Warszawa: Oficyna Wydawnicza SGH, 2004. ISBN 83-7378-100-5. Brak numerów stron w książce

## Odznaczenia, nagrody i wyróżnienia
Odznaczenia państwowe i odznaki honorowe
- 1971 – Złota Odznaka honorowa „Zasłużony dla Warmii i Mazur”
- 1974 – Złoty Krzyż Zasługi
- 1975 – Złota Odznaka „Za zasługi dla finansów PRL”
- 1981 – Medal Pamiątkowy z okazji 75-lecia SGPiS/SGH
- 1983 – Krzyż Kawalerski Orderu Odrodzenia Polski
- 1985 – Odznaka honorowa „Zasłużony dla bankowości PRL”
- 1989 – Medal Komisji Edukacji Narodowej

Nagrody i wyróżnienia
Ministra (Oświaty i Szkolnictwa Wyższego; Nauki, Szkolnictwa Wyższego i Techniki; Nauki i Szkolnictwa Wyższego; Edukacji Narodowej) w zakresie osiągnięć naukowych:
- 1970 – nagroda zespołowa III stopnia
- 1975 – nagroda zespołowa III stopnia
- 1978 – nagroda zespołowa III stopnia
- 1982 – nagroda zespołowa II stopnia
- 1987 – nagroda zespołowa II stopnia
- 1991 – nagroda indywidualna I-go stopnia

Rektora SGPiS/SGH
- 1988 – nagroda zespołowa II stopnia za działalność naukową
- 1991 – nagroda zespołowa I stopnia za działalność naukową
- 1994 – nagroda indywidualna II stopnia za działalność dydaktyczną
- 2001 – nagroda zespołowa I stopnia za osiągnięcia w dziedzinie dydaktycznej za podręcznik Finanse przedsiębiorstwa